# علب إطارية
يتكون المنشأ في هذه الطريقة من بلاطات خرسانية رأسية وأفقية وتختفي فيه الكمرات التي تعيب الناحية المعمارية. وفي هذه الطريقة تحدد العناصر الإنشائية بأنها الأسقف والحوائط الخرسانية, وبعدها تضاف حوائط كثيرة تعمل كقواطع غير حاملة, وتستخدم هذه الطريقة للأحمال الكبيرة وإلى ارتفاعات عالية.

## مميزات هذا النظام (+)
1- ذو متانة عالية وقدرة عالية على مقاومة أحمال الرياح والزلازل.
2- إمكانية الحصول على فراغات كبيرة بالنظر إلى الأحمال العالية المؤثرة على المنشأ.

## عيوب هذا النظام (-)
1- تكلفته عالية في الإنشاء.
2- إمكانية التعرض للشروخ والانهيارات بسبب تعرضها لأحمال جانبية عالية جداً مثل الزلازل.